# Graphania spurcata
Graphania spurcata är en fjärilsart som beskrevs av Walker 1857. Graphania spurcata ingår i släktet Graphania och familjen nattflyn. Inga underarter finns listade i Catalogue of Life.